# Mimasyngenes lineatipennis
Mimasyngenes lineatipennis là một loài bọ cánh cứng trong họ Cerambycidae.